# Liste der Träger des Verdienstordens des Landes Rheinland-Pfalz/1988
Im Jahr 1988 wurden folgende Personen mit dem Verdienstorden des Landes Rheinland-Pfalz geehrt:
| Ordensträger                                 | Lebensdaten | Wohnort                      | Wirken                                                                                                 |
| -------------------------------------------- | ----------- | ---------------------------- | --- |
| Anna Becker                                  |             | Speicher                     | bekannt als Schwester Misaela                                                                          |
| Otto Bockmayer                               |             | Haßloch                      | |
| Gerhard Bosinski                             | * 1937      | Neuwied                      | Prähistorischer Archäologe                                                                             |
| Hannelore Bosinski                           | 1938–2007   | Neuwied                      | |
| Marianne Buhle                               |             | Gleisweiler                  | von 1969 bis 1982 Bürgermeisterin von Gleisweiler                                                      |
| Christel Buß-Seinsch                         |             | Koblenz                      | |
| Henry Chauchoy                               |             | Boves                        | |
| Richard Deobald                              |             | Frankenthal                  | |
| Heiner Dopp                                  | * 1956      | Meckenheim                   | Hockeyspieler und dreimaliger Olympiateilnehmer                                                        |
| Johann Engel                                 |             | Röhl                         | |
| Franz Josef Faas                             |             | Prüm                         | |
| Hermann Gradinger                            | 1936–2025   | Mainz                        | Schlosser und Kunstschmied                                                                             |
| Hans Friedrich Häuser                        |             | Idar-Oberstein               | |
| Elisabeth Hoffbauer                          |             | Winningen                    | |
| Else Klein                                   |             | Wachenheim an der Weinstraße | |
| Ernst Klement                                |             | Konz-Könen                   | |
| Hajo Knebel                                  | 1929–2006   | Simmern/Hunsrück             | Schriftsteller                                                                                         |
| Hannelore Kohl                               | 1933–2001   | Ludwigshafen-Oggersheim      | erste Ehefrau von Helmut Kohl, deutsche First Lady von 1982 bis 1998                                   |
| Gudrun Krug                                  |             | Zweibrücken                  | |
| Peter Krug                                   |             | Zweibrücken                  | |
| Helmut Müller-Späth                          |             | Bad Kreuznach                | |
| Karoline Muscheid                            |             | Neuwied                      | |
| Ernst Neger                                  | 1909–1989   | Mainz                        | Karnevalist und Sänger der Mainzer Fastnacht                                                           |
| Magdalene Olschock                           |             | Meisenheim                   | |
| Irene Peske                                  |             | Neustadt an der Weinstraße   | |
| Klaus Peske                                  |             | Neustadt an der Weinstraße   | |
| Lothar Pörsch                                |             | Keidelheim                   | |
| Hans-Lothar Freiherr von Racknitz            | 1925–2005   | Odernheim am Glan            | Besitzer der Klosterruine Disibodenberg, die 1989 in Stiftungsbesitz überführt wurde                   |
| Ehrengard Hedwig Paula Freifrau von Racknitz |             | Odernheim am Glan            | |
| Lotte Reibold                                | 1928–2012   | Freinsheim                   | |
| Johannes Baptist Rösler                      | 1922–2009   | Bingen am Rhein              | Politiker (CDU), Landtagspräsident des Landes Rheinland-Pfalz und Bürgerbeauftragter von 1974 bis 1986 |
| Gernot Rumpf                                 | 1941–2025   | Neustadt an der Weinstraße   | Bildhauer und Medailleur                                                                               |
| Alexander zu Sayn-Wittgenstein-Sayn          | * 1943      | Bendorf-Sayn                 | Unternehmer                                                                                            |
| Gabriela zu Sayn-Wittgenstein-Sayn           | * 1950      | Bendorf-Sayn                 | Unternehmerin                                                                                          |
| Erna Schiffer                                |             | Winningen                    | |
| Reinhold Schommers                           | 1936–2000   | Sankt Aldegund               | Studiendirektor und Heimatforscher im Landkreis Cochem-Zell                                            |
| Karlheinz Steinlein                          |             | Trier                        | |
| Franziska Uhl                                |             | Düngenheim                   | bekannt als Schwester Lukretia                                                                         |
| Karl-Heinz Urmersbach                        |             | Weißenthurm                  | |
| Anita Wahl                                   |             | Kirn-Sulzbach                | |
| Ludwig Wahl                                  |             | Kirn-Sulzbach                | |
| Gertrud Wald                                 |             | Hoppstädten-Weiersbach       | |
| Anna Maria Weigl                             |             | Trippstadt                   | bekannt als Schwester Materna                                                                          |
| Eginhard Weißmann                            |             | Mainz                        | |
| Klara Zeimet                                 |             | Trier                        | |